# Uloborus tetramaculatus
Espèce
Uloborus tetramaculatus est une espèce d'araignées aranéomorphes de la famille des Uloboridae.

## Distribution
Cette espèce est endémique du Brésil.

## Publication originale
- Mello-Leitão, 1940 : Aranhas do Xingu colhidas pelo Dr. Henry Leonardos. Anais da Academia Brasileira de Ciências, vol. 12, p. 21-32.